# Angelos Pavlakakis
Ángelos Pavlakákis (griechisch Άγγελος Παυλακάκης, * 7. November 1976 in Xanthi) ist ein ehemaliger griechischer Sprinter.

## Leben
1997 gewann er bei den Mittelmeerspielen Gold über 100 Meter und erreichte über dieselbe Distanz bei den Weltmeisterschaften in Athen das Halbfinale. 1998 folgte Gold über 60 m bei den Halleneuropameisterschaften in Valencia. 
2000 holte er Bronze über 60 Meter bei den Halleneuropameisterschaften in Gent. Bei den Olympischen Spielen in Sydney schied er über 100 Meter im Vorlauf aus und kam mit der griechischen Mannschaft in der 4-mal-100-Meter-Staffel ins Halbfinale.
2000 wurde er griechischer Meister über 100 Meter, 1998, 2000, 2001 sowie 2004 griechischer Hallenmeister über 60 Meter.

## Persönliche Bestzeiten
- 60 m (Halle): 6,54 s, 14. Februar 1998, Piräus
- 100 m: 10,11 s, 2. August 1997, Athen